# Бендіго
Бенді́го — місто в штаті Вікторія, Австралія. Місто є центром однойменного округу. Населення — 91713 осіб (за даними 2010 року).

## Історія

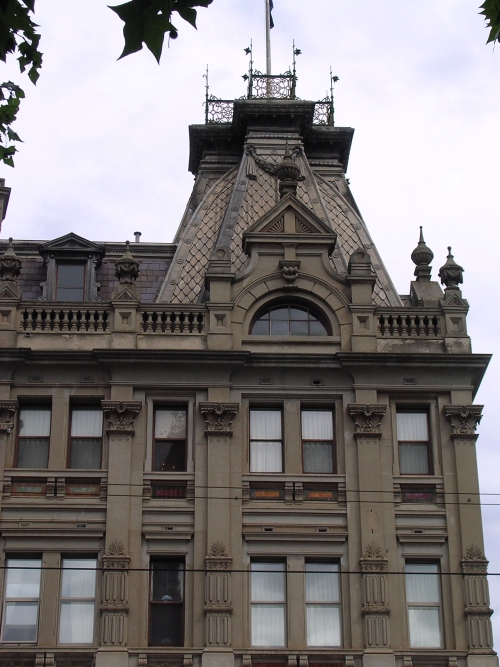
Готель «Шемрок».

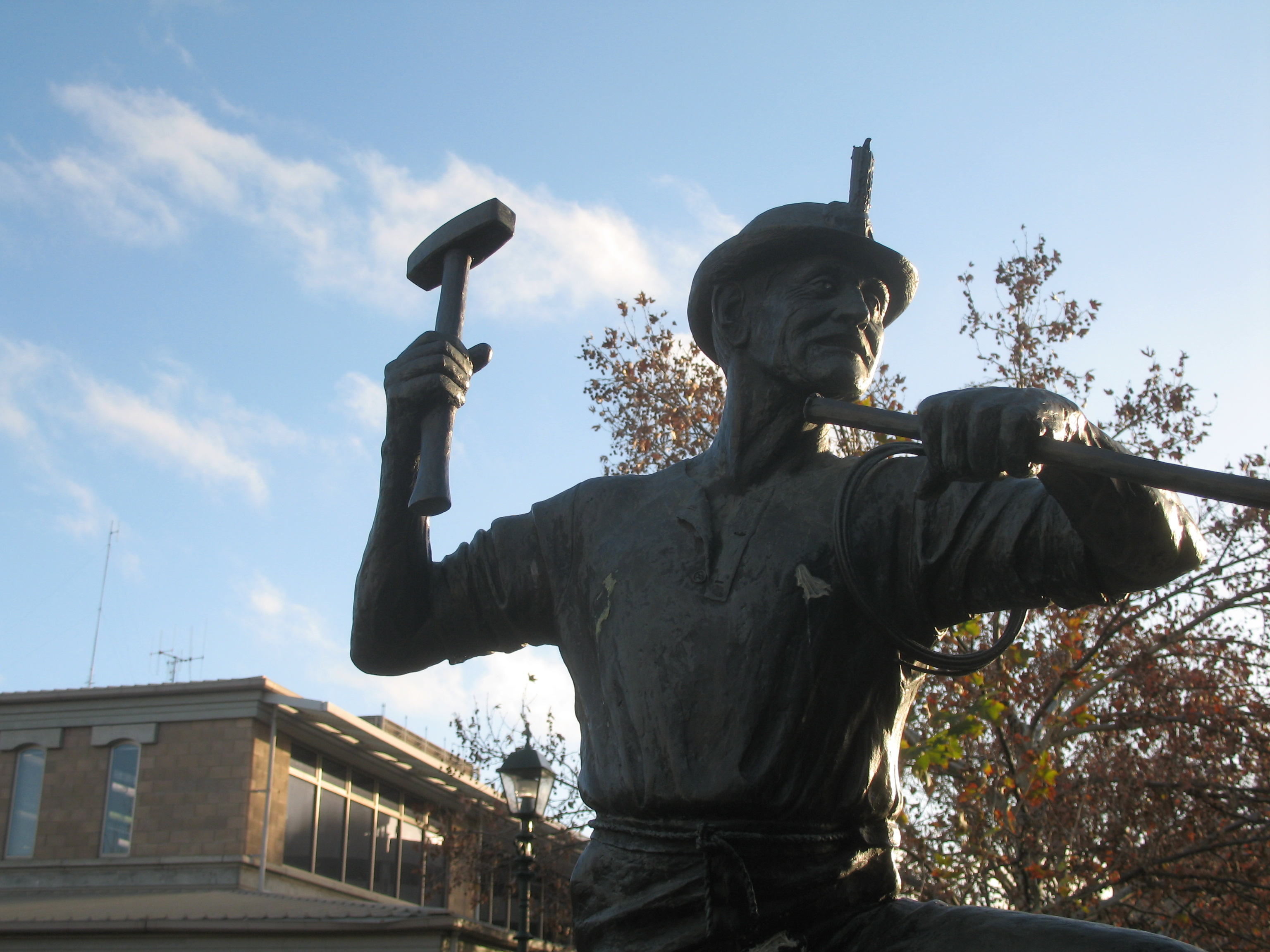
Пам'ятник старателям.

Протягом довгого часу землі, на яких нині розташоване Бендіго, населяло австралійське плем'я Джа-джа-Урунгу. Перші білі поселенці з'явилися тут у 1836 році.
Саме місто було засноване у 1851 році під назвою Сендхьост (англ. Sandhurst). Як кажуть його мешканці, Бендіго був «побудований на золоті»: місто виникло завдяки початку видобутку золота, виявленого незадовго до цього. Відразу ж після відкриття родовища золота в цих місцях почалася «золота лихоманка». Число старателів, або, як їх називали, копачів (англ. diggers), було близько 30000 осіб На ділянки люди приїжджали із різних куточків світу — англійці, шотландці, валлійці, ірландці, німці, італійці, французи та американці. Також було багато старателів з Китаю, однак до кінця XIX століття їх число значно зменшилося. У місті працює музей Золотого Дракона (англ. Golden Dragon Museum), чия експозиція розповідає про життя, історію та культуру китайської громади Бендіго.
У 1853 році в Бендіго почала виходити перша міська газета — Bendigo Advertiser. У 1887—1890 роках була побудована Галерея мистецтв Бендіго (англ. Bendigo Art Gallery).
У 1858 році в місті була відкрита фабрика з виробництва гончарних виробів. Через деякий час працювало виробництво шкіряних виробів: поясів, сідел, ременів, взуття і т. д. Також були посаджені виноградники, продукція яких була відома навіть за кордоном. Але у 1890 році виноградники були вражені виноградною попелицею. Пізніше виробництво було відновлено і зараз виробництвом вина займається компанія Bendigo District Winegrowers Association.
Перший готель (англ. Shamrock Hotel) був побудований в 1857 році, але потім він руйнувався і відновлювався кілька разів. У сучасному вигляді він існує з 1897 року.
У 1891 році у місто було перейменовано в Бендіго. Свою назву воно отримало від прізвиська одного з місцевих фермерів, а той, у свою чергу, за свою бійцівську майстерність від імені відомого на той час британського боксера Вільяма «Бендіго» Томпсона.

## Населення
За переписом 2006 року населення власне міста склало 81940 осіб. населення разом з передмістями (англ. City of Greater Bendigo) склало 92146 осіб (за оцінкою на 30 червня 2008 року — 100054 осіб). Переважна більшість жителів — місцеві уродженці, однак також в Бендіго проживає певна кількість вихідців з Великої Британії, Нової Зеландії, Нідерландів, Німеччини й Італії.

## Економіка
Сучасний Бендіго є промислово розвиненим містом. У ньому є трикотажна фабрика, текстильне виробництво, завод з виготовлення військової продукції, виробництво виробів з гуми та інше. Також, як було зазначено вище, у Бендіго розвинене виноробство.

## Міста-побратими
У Бендіго 3 міста-побратими:
- Пензанс, Корнуолл, Велика Британія
- Тяньшуй, Ганьсу, Китай
- Лос-Алтос, Каліфорнія, США